# Scheich Dscharrah

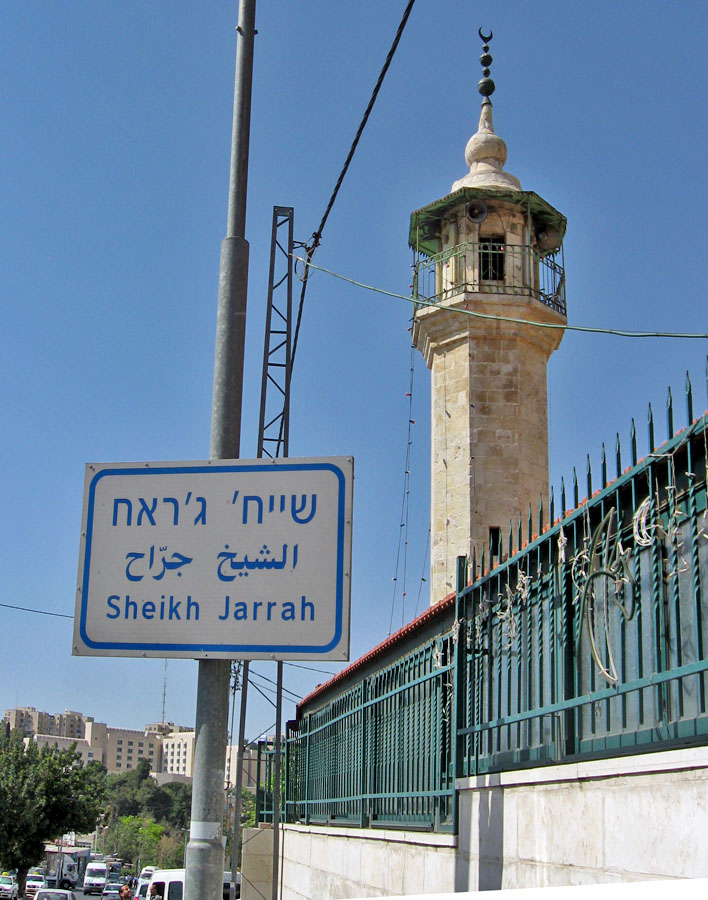
Scheich Dscharrah

Scheich Dscharrah (hebräisch שייח' ג'ראח, arabisch الشيخ جراح, DMG aš-Šaiḫ Ǧarrāḥ, englisch Sheikh Jarrah) ist ein Stadtteil von Jerusalem bzw. Ostjerusalem, der überwiegend von Arabern bewohnt wird.

## Geschichte
Scheich Dscharrah wurde auf dem Hang des Berges Skopus errichtet und nach dem gleichnamigen Emir benannt, der 1201 in der Gegend beerdigt wurde. Ab den 1870er Jahren begann die Notabelnfamilie Husseini Bauvorhaben zu verwirklichen. Die ersten Villen wurden für Rabbah al-Husseini und für den Jerusalemer Bürgermeister Salim al-Husseini gebaut. Ab Ende des 19. Jahrhunderts ließen auch die Naschaschibi und Jarallah zahlreiche Häuser bauen. Bald siedelten sich im mehrheitlich muslimischen Ort auch einige sephardische und aschkenasische Familien an. 1898 gründete der protestantische Geistliche George Blyth die St. George’s School. Die American Colony zog bald in das Haus von Rabbah al-Husseini ein.
Am 13. April 1948, einen Monat vor der Gründung des Staats Israel, wurde ein Versorgungskonvoi auf dem Weg zum Hadassah-Krankenhaus angegriffen. Bei dem Massaker wurden 77 jüdische Ärzte, Krankenschwestern und Patienten getötet, 20 Personen wurden verletzt. Die britische Armee, obwohl nur wenige hundert Meter entfernt, griff erst nach sechs Stunden ein.
1948 im Palästinakrieg besetzte Jordanien das gesamte Ostjerusalem. Unter der jordanischen Verwaltung Ostjerusalems wurden viele Synagogen und einige jüdische Friedhöfe im Viertel zerstört. 1956 ließ Jordanien mit Unterstützung der UNO Häuser für Vertriebene aus Jaffa und anderen Orten bauen. Damals lag Scheich Dscharrah an der demilitarisierten Pufferzone zwischen Jordanien und Israel. Der einzige Übergang war das Mandelbaumtor, das bis 1952 auf der israelischen Seite, ab dann in der Pufferzone lag. Der Name stammt vom Besitzer des Hauses, neben dem der Übergang errichtet worden war. Der Übergang war nur für diplomatisches Personal möglich. Unmittelbar daneben befand sich der Tourjeman Post, eine vorgeschobene israelische Stellung, heute ein Museum.
Im Sechstagekrieg 1967 eroberte Israel das Viertel mit ganz Ostjerusalem von Jordanien zurück. Seitdem verwaltet Israel Scheich Dscharrah politisch und schützt auch die Religionsausübung von Juden, Christen und Muslimen dort. Ab 1972 verlangten sephardische Familien die 1956 überbauten Grundstücke, deren ursprüngliches Eigentum sie beanspruchten.
In den 1960er-Jahren wurde das Viertel ein beliebter Ort für Konsulate und internationale Organisationen, unter anderem das britische und das türkische Konsulat in der Nashashibi Street und die Konsulate Belgiens, Schwedens und Spaniens, die, zusammen mit der UN-Mission, in der Saint George Street liegen. Auch die deutsche Friedrich-Naumann-Stiftung hat hier ihr Jerusalemer Büro. Ebenso wohnen hier noch relativ viele alteingesessene arabisch-palästinensische Familien, von denen nicht wenige sich im Zentrum aktueller israelisch-palästinensischer Eigentumsstreitigkeiten befinden.
Zu den Sehenswürdigkeiten zählen die Königsgräber und das Grab von Simon dem Gerechten (hebräisch קבר שמעון הצדיק), der Hohepriester in der Zeit des Zweiten Tempels war. Zu den wichtigen Gebäuden von Scheich Dscharrah gehören das St. John of Jerusalem Eye Hospital und das St. Joseph’s French Hospital. Das Shepherd-Hotel wurde in den 1930er-Jahren für Mohammed Amin al-Husseini errichtet, den Großmufti von Jerusalem. Es wurde am 10. Januar 2011 bis auf einen kleinen denkmalgeschützten Teil abgerissen. Das so freigewordene Gelände soll dem Wohnungsbau jüdischer Siedler dienen. Die US-amerikanische Außenministerin Hillary Clinton und die EU-Außenbeauftragte Catherine Ashton protestierten gegen diesen Schritt.
Zwischen 2011 und 2017 ging die Bautätigkeit für jüdische Bewohner in Ostjerusalem deutlich zurück, weil dieser international verurteilt wurde und vor allem die US-Regierung unter Barack Obama diplomatischen Einfluss auf die israelische Regierung ausübte. Obamas Nachfolger Donald Trump dagegen unterstützte rechtsgerichtete israelische Politiker. Diese erklärten die Phase der eingefrorenen Bautätigkeit in besetzten Gebieten daraufhin öffentlich für beendet. Scheich Dscharrah stand im Zentrum der kontroversen Diskussion, weil dort mehrere Bauprojekte geplant waren, bei denen die bisherigen palästinensischen Bewohner zum Auszug gezwungen werden sollten. Im September 2017 befand das Oberste Gericht Israels die Besitzansprüche jüdischer Kläger auf Grundstücke in Scheich Dscharrah für gültig. Daraufhin zwang Polizei erstmals seit 2009 wieder eine palästinensische Familie, ihr seit den 1960er Jahren bewohntes Haus aufzugeben. Im Mai 2018 protestierte die israelische Friedensorganisation „Peace Now“ gegen drohende weitere Vertreibungen von Palästinensern zugunsten jüdischer Siedler in den Wohnvierteln Scheich Dscharrah und Silwan und beklagte die Unterstützung der israelischen Regierung für Siedlerorganisationen.
Ein Vorfall in Scheich Dscharrah am 13. April 2021, dem Memorial Day in Israel und Beginn des islamischen Fastenmonats Ramadan, löste den Israel-Gaza-Konflikt 2021 aus. Israels Regierung bat die jordanische Aufsicht der Al-Aqsa-Moschee, muslimische Abendgebete nicht nach außen zu übertragen, um eine ungestörte Feiertagsrede von Präsident Reuven Rivlin an der benachbarten Westmauer zu ermöglichen. Nachdem Jordanien dies ablehnte, betrat Jerusalemer Polizei die Moschee und trennte Minarettlautsprecher von Stromkabeln. Muslime empfanden dies als Entweihung ihrer Gebete und Angriff auf ihr Heiligtum. Am Folgetag schloss Jerusalemer Polizei einen Ramadantreffpunkt am Damaskustor wegen der Covid-19-Pandemie und befürchteter Gewalt. Viele junge Palästinenser protestierten, griffen die Polizei und jüdische Passanten an. Daraufhin marschierte am 21. April die rechtsextreme jüdische Gruppe Lehava durch das Viertel, rief „Tod den Arabern“ und griff einige Palästinenser an. Am 25. April erlaubten Israels Behörden die Versammlungen am Damaskustor wieder. Sechs palästinensische Familien befürchteten den Verlust ihrer Wohnungen im Stadtviertel, weil der oberste Gerichtshof ihren jahrelangen Rechtsstreit mit früheren jüdischen Hauseigentümern im Mai endgültig entscheiden sollte. Palästinenser deuteten die Vorgänge als konzertierte Versuche Israels, sie allmählich ganz aus dem Stadtviertel zu vertreiben, und verstärkten ihre Proteste. Am 29. April sagte Mahmud Abbas, Präsident der Palästinensischen Autonomiebehörde, die ersten Wahlen in den Palästinensergebieten seit 15 Jahren ab, weil seine PLO große Stimmenverluste erwartete. 
Die Terrororganisation Hamas, die den Gazastreifen regiert, sah darin eine neue Chance, sich als militante Schutzmacht Jerusalems und bessere Führung aller Palästinenser zu profilieren. Am 4. Mai 2021 stellte ihr Militärführer Muhammed Deif Israel ein Ultimatum, die „Aggression gegen unsere Leute“ in Scheich Dscharrah sofort einzustellen. Am 7. Mai nach dem letzten Freitagsgebet im Ramadan und erneut morgens am 10. Mai stürmte israelische Polizei die Al-Aqsa-Moschee mit Tränengas, Blendgranaten und Gummigeschossen, um Versammlungen dort aufzulösen. Führer der Moschee deuteten die Eingriffe als Beleidigung aller Muslime und Teil der Judaisierung Ostjerusalems. Protestler warfen Steine auf die Polizei. Hunderte Menschen wurden bei den Zusammenstößen verletzt. Diese wurden laufend gefilmt und per Videos im Internet gezeigt. Die Polizei wollte Gewalt gegen rechts-religiöse Juden unterbinden, die traditionell am Jerusalemtag (2021 am 10. Mai) durch das Viertel zum Tempelberg marschieren wollten. Um die Spannung zu verringern, verlegte Israels Regierung deren Marschroute und verbot Juden, den Moscheebereich zu betreten. Das Gericht verschob seine Entscheidung über die Wohnrechte der sechs Familien. Doch am Abend des 10. Mai griff die Hamas Jerusalem, in den folgenden Wochen zahlreiche Städte und Dörfer in ganz Israel mit tausenden Raketen an. Sie legitimierte sie als Verteidigung der Al-Aqsa-Moschee und des Stadtviertels. Die israelische Armee antwortete mit Luftangriffen auf Stellungen der Hamas im Gazastreifen, die in den ersten sieben Tagen rund 100 Menschenleben forderten. Die Eskalation war die schwerste seit dem Gaza-Krieg 2014.

## Verkehr
Die Strecke der 2011 eröffneten ersten Linie der Stadtbahn Jerusalem führt mit den Haltestellen Damaskustor, Shivtei Israel, Shim'on Ha-Tsadik und Ammunition Hill entlang der westlichen Begrenzung des Stadtteils.